# Порочный круг бедности
Порочный круг бедности (порочный круг нищеты) — концепция взаимосвязанных факторов, объясняющая слаборазвитость отдельных экономических агентов, регионов и стран. Колебания экономических условий, связанные с улучшением, нивелируются последующим ростом населения.

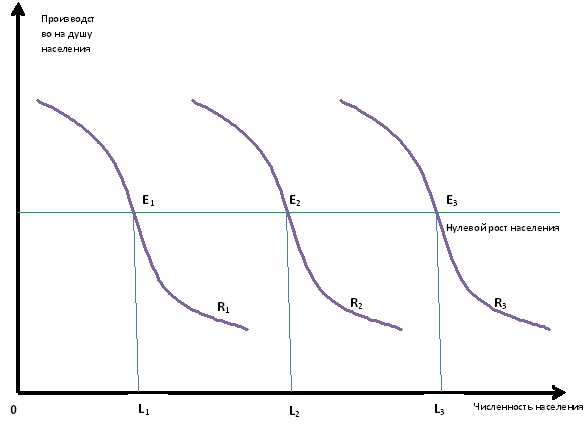
Квазистабильное равновесие Лейбенстайна

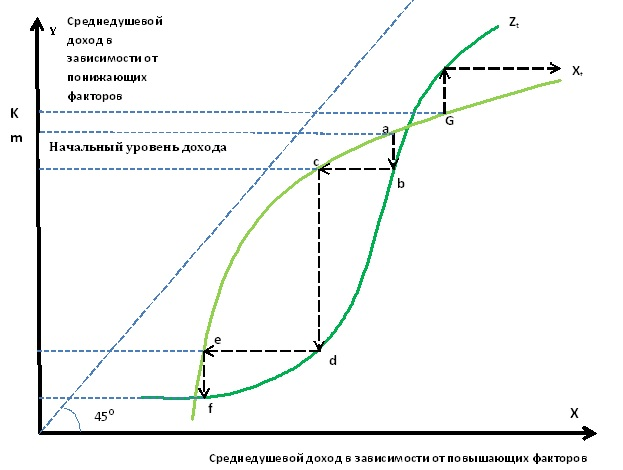
Порочный круг нищеты Лейбенстайна

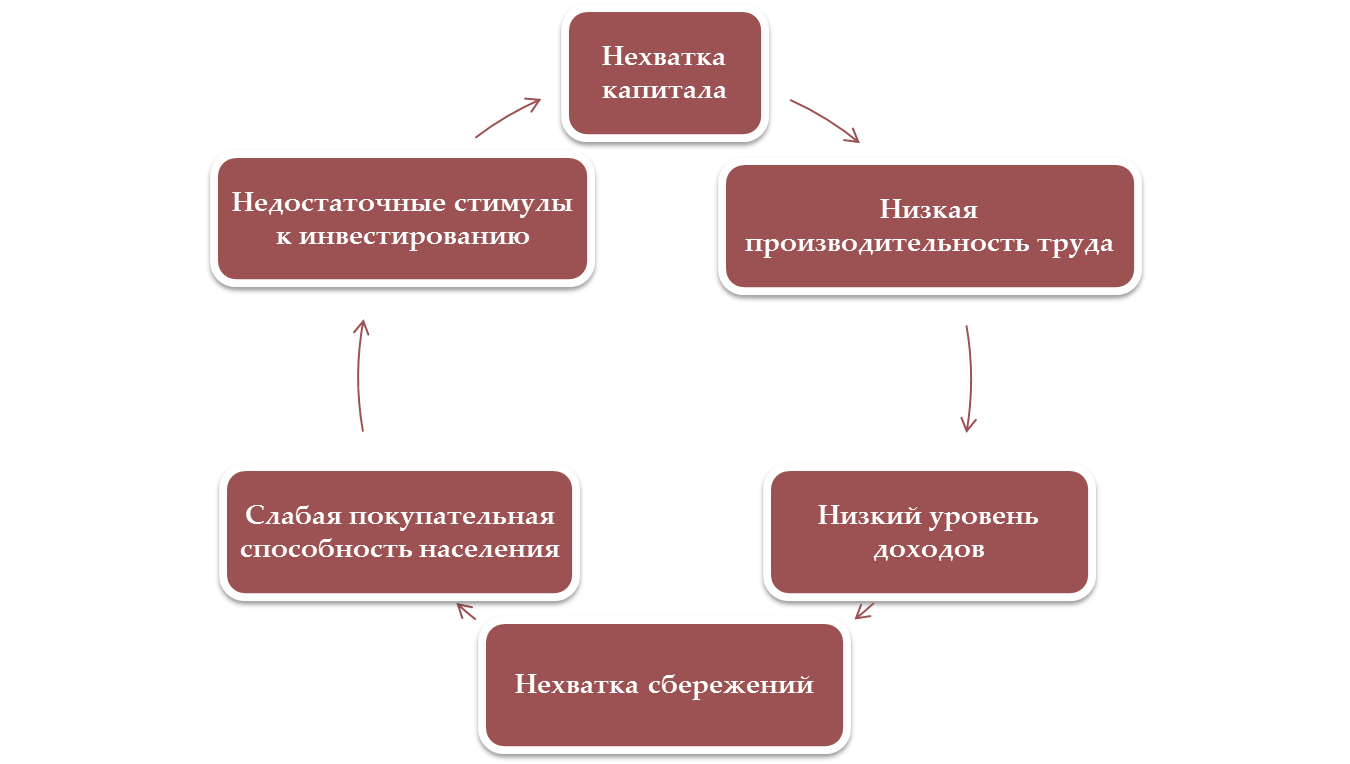
Порочный круг нищеты Р. Нурксе

## История создания
Впервые данный термин предложен в работах экономистов Ханса Зингера и Рауля Пребиша в 1949—1950 годах.

## Определение
Порочный круг бедности — проблема развивающихся стран, когда низкий уровень дохода на душу населения не позволяет осуществлять сбережения и инвестиции на уровне, необходимом для достижения минимального темпа экономического роста.
Домохозяйства не имеют возможности и стимулов сберегать, низкие доходы означают низкий спрос, в результате которых бедные ресурсы и отсутствие стимулов препятствуют инвестированию в физический и человеческий капиталы, а отсюда производительность труда остается низкой. А поскольку удельная выработка определяет доход каждого работника, то и личный доход также будет низок.

## Порочный круг нищеты Лейбенстайна
В работе американского экономиста Харви Лейбенстайна «Экономическая отсталость и экономический рост. Исследования в области теории экономического развития» 1957 года колебания, связанные с улучшениями среднедушевого уровня дохода, нейтрализуются последующим ростом населения, формируя теорию квазистабильного равновесия: рост продуктивности аграрного сектора увеличивает среднедушевой доход, улучшает рацион питания, уменьшает смертность населения и ведёт к росту продолжительности жизни. На рисунке «Квазистабильное равновесие Лейбенстайна» демографический рост усиливает напряженность использования факторов производства (R — ресурсы), что проводит к падению урожайности, а E — равновесный среднедушевой доход. На рисунке «Порочный круг нищеты Лейбейнстайна» экономическое развитие зависит от повышающих и понижающих факторов. Когда воздействие повышающих факторов сильнее, то происходит понижение уровня дохода ниже начального уровня дохода (m), а повышающие факторы только ослабляют общее падение: Z(t) — среднедушевой доход при условии действия только понижающих факторов, X(t) — среднедушевой доход при действия только повышающих факторов, e — точка равновесия низшего уровня дохода.
Из-за высоких темпов роста населения и низких темпов роста ВВП страны происходит общее снижение ВВП на душу населения.

## Порочный круг нехватки капитала Нурксе
В работе Рагнара Нурксе «Проблемы накопления капитала в слаборазвитых странах» 1953 года указано, что узость внутреннего рынка и нехватка ресурсов приводит к низкой производительности труда, а значит к низкому уровню дохода. Из-за низкой покупательной способности отсутствуют стимулы для инвестирования, из-за ограниченности сбережений и отсутствия капиталовложения и возникает порочный круг нищеты.

## Круг отсталости Кналла
Немецкий экономист Бруно Кналл (нем. Bruno Knall) в своей работе «Роль и значение профессионального образования в рамках планирования развития» (1963) отметил, что отсталая экономика не позволяет выделить достаточных средств для развития образования и профессиональной подготовки и переподготовки кадров, что приводит к низкому уровню квалификации рабочей силы, постоянной нехватке специалистов, что в свою очередь приводит к низкой производительности труда, а значит ещё больше способствует отсталости экономики, которая не может выделить достаточных средств для преодоления существующей тенденции.

## Порочный круг нищеты (кейнсианство)
Согласно кейнсианству первоначальный низкий уровень дохода определяет низкий уровень потребления и низкий уровень сбережения, а низкий уровень потребления снижает потребительский спрос, сужает внутренний рынок и снижает темп роста инвестиций, что приводит к низкому уровню прибыльности и низким стимулам роста производства, что и определяет невысокий уровень дохода на душу населения.

## Преодоление порочного круга бедности
Порочный круг нищеты можно «разорвать» с помощью: увеличения темпов роста накопления капитала, подняв уровень инвестиций до уровня 10 % ВВП с одновременным контролем роста населения. Тогда будет наблюдаться рост реального дохода на душу населения, что приведёт к увеличению сбережений и к повышению производительности труда и личного дохода. Внутренние источники могут преодолеть порочный круг бедности.